# DQS
DQS Holding은 세계적인 DQS 그룹의 지주회사이며 프랑크푸르트 암 마인에 소재하고 있다. DQS 그룹은 경영 시스템과 모든 형태의 프로세스에 대한 평가와 인증을 제공한다.

## 역사
DQS는 독일 1호 인증기관으로, 1985년 프랑크푸르트에서 설립되었다. UL(Underwriters Laboratories), DGQ(독일 품질 협회)와 DIN(독일 표준화 학회)가 설립 파트너들이다. DQS는 ISO 9000 규격 시리즈의 초안이 공표된 시기에 설립되었다.(ISO 9000은 오늘날 전 세계에서 가장 중요한 품질 규격이다.:ISO 9001)
1986년 DQS는 ISO 9001 인증서를 발급하는 독일 최초 인증기관이 되었다. 2015년 6월부터 회사명이 디큐에스 그룹으로 바뀌었습니다.

## 기업 조직
DQS Holding은 국제적인 프로젝트의 실현을 위한 네트워크를 형성하기 위해 현재 60 여 개국 이상의 국가에 80개 이상의 지사를 가지고 있다. DQS 그룹은 현재 모든 산업체 분야를 통틀어 130개 이상의 국가에 57,000 여 개의 인증 받은 사이트와 약 20,000개의 인증 고객을 보유하고 있다.
직원은 약 2,800명이며 그 중에 2,500명은 심사원이다. 그룹 안에 가장 큰 회사들은 DQS USA, DQS do Brasil Ltd., DQS Japan, DQS MED GmbH(의료 장비)와 DQS GmbH이다.

## 사업 활동
DQS 그룹의 해외 사무소들은 각 국가별 시장의 상황과 고객 요구사항에 초점을 맞춰 심사를 제공하고 있다. DQS 그룹의 서비스는 고객이나 산업 특정 요구사항에 맞춘 산업간 평가와 100개 이상의 국가적이나 국제적으로 인정된 규격 및 사양이 인증 서비스를 포함한다. 그 중에 가장 중요한 분야들은 다음과 같다:
- ISO 9001 (품질경영시스템)
- ISO 14001 (환경경영시스템)
- OHSAS 18001, ISO 45001 (산업 안전 보건경영시스템)
- IATF 16949 (자동차)
- ISO 27001 (정보보안경영시스템)
- ISO 13485 (의료 장비)
- IRIS (철도 산업)
- AS 9100(우주항공)

또한 DQS 그룹은 위기관리시스템, 지속가능경영, 교육, 개인정보 보호 시스템, 사업 우수성, 건강과 사회서비스 및 통합경영시스템 심사를 제공하고 있으며 이 규격들은 인증 서비스들 중에서 점점 더 중요한 역할을 하고 있는 관심 분야들이다.

### 네트워크
DQS는 1990년 설립된 국제 인증 네트워크 IQNet협회의 정회원이다. 현 36개 회원의 국제 네트워크의 주 목적은 회원사들이 발행하는 인증서의 상호 인정이다. 현재 DQS 사의 대표이사 마이클 드렉셀(Michael Drechsel)이 IQNet의 회장을 맡고 있다.